# Italia ai XII Giochi paralimpici invernali
L'Italia ha partecipato ai XII Giochi paralimpici invernali di Pyeongchang (9 - 18 marzo 2018) con una delegazione di 25 atleti concorrenti in 4 delle 6 discipline del programma, vincendo 5 medaglie (2 ori, 2 argenti e un bronzo). Il portabandiera azzurro è stato Florian Planker.

## Partecipanti
- Sci alpino: 3 atleti
- Sci di fondo: 1 atleta
- Hockey su slittino: 17 atleti
- Snowboard: 4 atleti

## Medaglie
| Riepilogo quotidiano | Riepilogo quotidiano | Riepilogo quotidiano | Riepilogo quotidiano | Riepilogo quotidiano | Riepilogo quotidiano |
| -------------------- | -------------------- | -------------------- | -------------------- | -------------------- | -------------------- |
| Giorno               | Data                 | Oro                  | Argento              | Bronzo               | Totale               |
| 1º                   | 10                   | 0                    | 0                    | 1                    | 1                    |
| 2º                   | 11                   | 0                    | 1                    | 0                    | 1                    |
| 3º                   | 12                   | 0                    | 1                    | 0                    | 1                    |
| 4º                   | 13                   | 0                    | 0                    | 0                    | 0                    |
| 5º                   | 14                   | 1                    | 0                    | 0                    | 1                    |
| 6º                   | 15                   | 0                    | 0                    | 0                    | 0                    |
| 7º                   | 16                   | 0                    | 0                    | 0                    | 0                    |
| 8º                   | 17                   | 1                    | 0                    | 0                    | 1                    |
| 9º                   | 18                   | 0                    | 0                    | 0                    | 0                    |
| Totale               | Totale               | 2                    | 2                    | 1                    | 5                    |

### Medagliere per discipline
| Sport      | Oro | Argento | Bronzo | Totale |
| ---------- | --- | ------- | ------ | ------ |
| Sci alpino | 2   | 1       | 1      | 4      |
| Snowboard  | 0   | 1       | 0      | 1      |
| Totale     | 2   | 2       | 1      | 5      |

### Medaglie d'oro
| Medaglie | Atleta              | Sport      | Evento                                  |
| -------- | ------------------- | ---------- | --------------------------------------- |
| Oro      | Giacomo Bertagnolli | Sci alpino | Slalom gigante Ipovedenti e non vedenti |
| Oro      | Giacomo Bertagnolli | Sci alpino | Slalom Ipovedenti e non vedenti         |

### Medaglie d'argento
| Medaglie | Atleta              | Sport      | Evento                           |
| -------- | ------------------- | ---------- | -------------------------------- |
| Argento  | Giacomo Bertagnolli | Sci alpino | Super-G Ipovedenti e non vedenti |
| Argento  | Manuel Pozzerle     | Snowboard  | Snowboard-cross SB-LL2           |

### Medaglie di bronzo
| Medaglie | Atleta              | Sport      | Evento                                  |
| -------- | ------------------- | ---------- | --------------------------------------- |
| Bronzo   | Giacomo Bertagnolli | Sci alpino | Discesa libera Ipovedenti e non vedenti |

### Statistiche

#### Medaglie per genere
| Sesso      | Oro | Argento | Bronzo | Totale |
| ---------- | --- | ------- | ------ | ------ |
| Uomini     | 2   | 2       | 1      | 5      |
| Donne      | 0   | 0       | 0      | 0      |
| Gare miste | 0   | 0       | 0      | 0      |

#### Plurimedagliati
| Nome                | Sport      | Oro | Argento | Bronzo | Totale |
| ------------------- | ---------- | --- | ------- | ------ | ------ |
| Giacomo Bertagnolli | Sci alpino | 2   | 1       | 1      | 4      |

## Risultati nei tornei a squadre
- Hockey su slittino: l'Italia si classifica al 4º posto, battuta dagli Stati Uniti per 10-1 nella semifinale e per 1-0 dalla Corea del Sud nella finale per il bronzo.